# Джессіка Едді
Джессіка Едді (англ. Jessica Eddie, нар. 7 жовтня 1984, Дарем, Англія, Велика Британія) — британська веслувальниця, срібна призерка Олімпійських ігор 2016 року.

## Виступи на Олімпіадах
| Олімпіада   | Дисципліна                     | Місце |
| ----------- | ------------------------------ | ----- |
| Пекін 2008  | вісімка розстібна зі стерновим | 5     |
| Лондон 2012 | вісімка розстібна зі стерновим | 5     |
| Ріо 2016    | вісімка розстібна зі стерновим | 2     |

## Зовнішні посилання
- Профіль [Архівовано 11 січня 2021 у Wayback Machine.] на сайті FISA.

1. ↑  Jessica Eddie